# Ichinose Ameri
Ichinose Ameri (tiếng Nhật: 一ノ瀬アメリ) là một diễn viên phim khiêu dâm người Nhật Bản.

## Tiểu sử
Cô sinh ngày 16 tháng 9 năm 1987 ở Kanagawa, Nhật Bản.
Cô bắt đầu sự nghiệp của mình bằng việc đóng phim khiêu dâm vào năm 2006 với nghệ danh Erika Kurisu, cô đổi thành Ayaka Misora sau khi nâng ngực. Cô đổi tên thành Ameri Ichinose trong năm 2008.
Báo chí Anh như tờ Daily Mirror quan tâm đến cô khi những tin đồn nói rằng cô là người tình của cầu thủ bóng đá Shinji Kagawa chơi tại Manchester United F.C..
Ichinose đã làm việc cho nhiều hãng phim khiêu dâm cũng như chụp ảnh khiêu dâm cho SOD, A to M, Idea Pocket, Marx, Digital Channel, Namadol, HMJM Glamour, Ryubaku, OL Style, Fetish Box, B-Max et Prestige.

## Đóng phim
Cô trải qua 3 thời kỳ đóng phim khiêu dâm với 3 nghệ danh
- Erika Kurisu, vào các năm 2006, 2007, 2009.
- Ayaka Misora, vào các năm 2008, 2009.
- Ameri Ichinose, từ 2009 đến 2013.

Cô đã xuất hiện trong hơn 270 mục phim khác nhau.